# Bildwerferraum

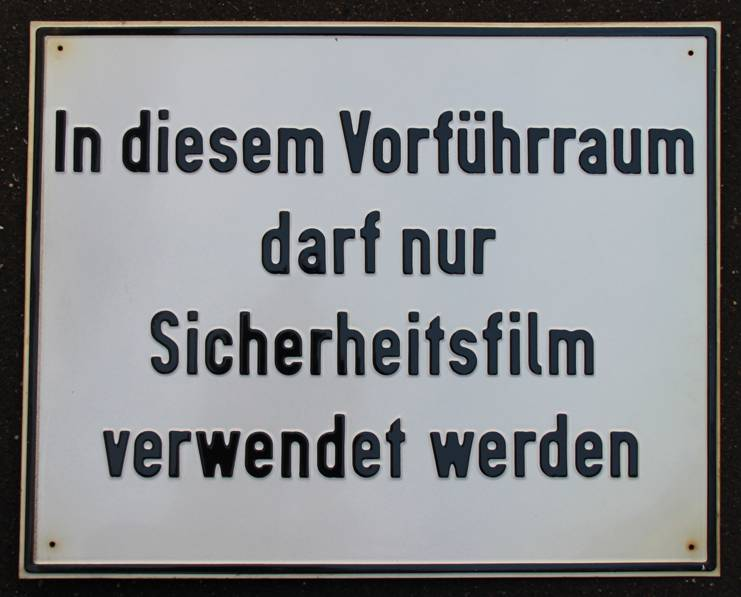
Schild im Vorführraum

Als Bildwerferraum bezeichnet man den Raum im Kino, in dem sich die Filmprojektoren und alle zugehörige Technik (Tonanlage usw.) befindet.
Aus historischer Sicht war dieser Raum aufgrund des früher verwendeten Nitrofilmes feuersicher und explosionsgeschützt. Eine Aufstellung der Projektoren im Zuschauerraum war nach anfänglichen schweren Bränden verboten. Seit Einführung des Sicherheitsfilmes (Azetatfilm) ca. 1965 wurden die brandschutztechnischen Auflagen hinsichtlich des Explosionsschutzes weitestgehend gelockert. Trotzdem darf der Bildwerferraum bis zum heutigen Tage keine direkte Verbindung zum Zuschauerbereich besitzen.